# Begonia undulata
Begonia undulata es una especie de planta perenne perteneciente a la familia Begoniaceae. Es originaria de Sudamérica.

## Distribución
Es un endemismo de Brasil, donde se encuentra en la Mata Atlántica distribuidas por Sao Paulo y Río de Janeiro.

## Taxonomía
Begonia lubbersii fue descrita por Heinrich Wilhelm Schott y publicado en Systema Vegetabilium, editio décima sexta 4(app.): 408. 1827.
Etimología
Begonia: nombre genérico, acuñado por Charles Plumier, un referente francés en botánica, honra a Michel Bégon, un gobernador de la excolonia francesa de Haití, y fue adoptado por Linneo.
undulata: epíteto latino que significa "ondulado", refiriéndose a su margen ondulado.
sinonimia
- - Gaerdtia undulata (Schott) Klotzsch, Ber. Bekanntm. Verh. Königl. Preuss. Akad. Wiss. Berlín 1854: 123. 1854.
  - Trilomisa undulata (Schott) Raf., Fl. Tellur. 2: 91. 1837.
  - Begonia kewensis Gentil, Pl. Cult. Serres Jard. Bot. Brux.: 33. 1907, nom. nud.
  - Begonia salicifolia A.DC., Ann. Sci. Nat., Bot., IV, 11: 128. 1859.
  - Begonia undulata Otto ex Graham, Bot. Mag. 54: t. 2723. 1827, nom. illeg.
  - Gaerdtia stenobotrys Klotzsch, Abh. Königl. Akad. Wiss. Berlín 1854: 171. 1855.[3]